# Municipio de Washington (condado de Auglaize)
El municipio de Washington (en inglés: Washington Township) es un municipio ubicado en el condado de Auglaize en el estado estadounidense de Ohio. En el año 2010 tenía una población de 1874 habitantes y una densidad poblacional de 23,29 personas por km².

## Geografía
El municipio de Washington se encuentra ubicado en las coordenadas 40°31′11″N 84°16′47″O / 40.51972, -84.27972. Según la Oficina del Censo de los Estados Unidos, el municipio tiene una superficie total de 80.47 km², de la cual 80,45 km² corresponden a tierra firme y (0,01 %) 0,01 km² es agua.

## Demografía
Según el censo de 2010, había 1874 personas residiendo en el municipio de Washington. La densidad de población era de 23,29 hab./km². De los 1874 habitantes, el municipio de Washington estaba compuesto por el 98,29 % blancos, el 0,11 % eran afroamericanos, el 0,43 % eran amerindios, el 0,11 % eran asiáticos, el 0,37 % eran de otras razas y el 0,69 % eran de una mezcla de razas. Del total de la población el 1,07 % eran hispanos o latinos de cualquier raza.